# Łasin Koszaliński
Łasin Koszaliński (do 1945 niem. Lassehne) – osada wsi Tymień w Polsce położona w województwie zachodniopomorskim, w powiecie koszalińskim, w gminie Będzino. Położona nad morzem.
W latach 1975–1998 osada położona była w województwie koszalińskim.
W Łasinie znajdują się domki letniskowe "Magnolia" dawniej "U Jurka", a także stacja wojskowa, a w niej straż pożarna. Przez Łasin przepływa i uchodzi do morza rzeka Czerwona. Ponadto w Łasinie znajdował się kiedyś zabytkowy kościół i pałac. W miejscowości znajduje się przystanek kolejowy Łasin Koszaliński.
Teren Łasina znajduje się w obszarze chronionego krajobrazu Koszalińskiego Pasa Nadmorskiego.